# Doctor Jazz
Pour les articles homonymes, voir Docteur et Jazz (homonymie).
Clip vidéo
[vidéo] « Jelly Roll Morton's Red Hot Peppers - Doctor Jazz Stomp », sur YouTube
[vidéo] « King Oliver - Doctor Jazz (1927) », sur YouTube
Doctor Jazz ou Dr. Jazz est une composition de jazz Nouvelle-Orléans du jazzman américain King Oliver, qui l'enregistre en version instrumentale en disque 78 tours chez Decca Records en 1926. Elle est reprise avec des paroles cette même année sous le titre Docteur Jazz-Stomp par Jelly Roll Morton, enregistrée chez Victor Talking Machine Company. 

## Historique

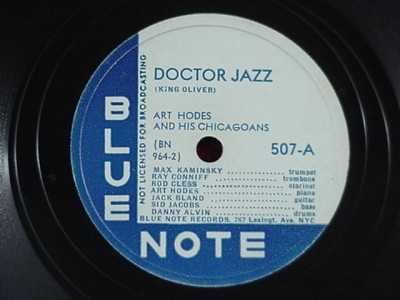
Version Doctor Jazz de Art Hodes chez Blue Note Records (1944)

Ce titre instrumental est composé par King Oliver et enregistré avec son orchestre Dixie Syncopators, avec un mélange de early jazz, jazz Nouvelle-Orléans, et piano stride. Il est repris et adapté en version hot jazz swing, avec des paroles et arrangements de l'éditeur Walter Melrose (en), sur le thème « le jazz, remède contre le blues », pour être enregistré dans les studios Victor Talking Machine Company de Chicago par Jelly Roll Morton et son orchestre Red Hot Peppers (en) sous le titre « Docteur Jazz-Stomp ». 

## Reprises et adaptations
Ce titre emblématique de jazz Nouvelle-Orléans est repris entre autres par Jelly Roll Morton (1927), Woody Herman (1927), Art Hodes (1944), Jack Teagarden (1958), Louis Armstrong (1960), ou encore Gunhild Carling...